# 데바 (디지몬)
《데바》는 디지몬 시리즈에 나오는 가공의 단체이자, 4성수를 보좌하는 디지몬으로, 디지몬 테이머즈에 등장. 디지몬 세계를 지키고 인간에게 복수하기 위해 인간세상으로 간다. 하지만 아이들의 성장으로 안티라몬을 제외하곤 모두 당한다.

## 멤버
굼비라몬
바지라몬
미히라몬
안티라몬
마지라몬
산티라몬
인다라몬
파지라몬
마쿠라몬
신드라몬
챠츠라몬
비가라몬